# Дулко, Хисела
Хисела Дулко (исп. Gisela Dulko; родилась 30 января 1985 года в Буэнос-Айресе, Аргентина) — аргентинская профессиональная теннисистка.

## Общая информация
Хисела — одна из двух детей Аны и Эстанислао Дулко. Её брата зовут Алехандро. Он первым из детей аргентинского семейства начал играть в теннис и уже после наблюдений за ним пришла в теннис Хисела. Позже Алехандро длительное время тренировал сестру и сопровождал её на соревнованиях.
Дулко начала играть в теннис в 7 лет, любимое покрытие — хард.
27 июля 2011 года аргентинка вышла замуж за футболиста Фернандо Гаго; 9 июня 2013 года у пары родился первенец — сын Матео, а 20 августа 2015 года — дочь Антонелла.
Дулко держит у себя трёх собак — Горана, Николь и Гугу.

## Спортивная карьера

### Юниорские годы
С 1998 года играла юниорские турниры под эгидой ITF.
В 1999 году доходит до четвертьфиналов на престижных Banana Bowl (уступает Виржини Раззано) и Orange Bowl (поражение от Лурдес Домингес Лино). Также удалось добиться неплохих успехов в паре — полуфинал на Banana Bowl, финал на юниорском открытом чемпионате Италии (дуэт Хисела Дулко / Салерни уступила хозяйкам кортов Винчи / Пеннетта).
В 2000 году добирается до 1/2 на Banana Bowl и юниорском открытом чемпионате Италии, выигрывает Orange Bowl. В парном разряде достигает четвертьфинала на чемпионате Италии и на Уимблдоне (вместе с Робертой Винчи); выигрывает 3 крупных юниорских турнира — в дуэте с Марией-Эмилией Салерни — US Open, с Анико Капрош — Orange Bowl и с Марией-Хосе Аржери — Coffee Bowl.
В 2001 году пробивается в полуфинал в Италии в обоих разрядах. В паре также доходит до четвертьфинала на Roland Garros (вместе с Анико Капрош); и выигрывает Уимблдонский турнир (вместе с Эшли Харкльроуд).
В 2002 году побеждает в паре на Australian Open и доходит до полуфинала на Roland Garros (оба раза с Анжеликой Виджая), после чего завершает юниорский этап карьеры.

### 1999—2003
В сентябре 1999 дебютировала во взрослых соревнованиях ITF на домашнем турнире в Буэнос-Айресе. Сходу отметилась победой над Лариссой Шраэрер (на тот момент № 144 в мире).
Год спустя впервые берёт титул ITF — сначала ей покоряется парный турнир в парагвайском Асунсьоне, а затем Хисела делает победный дубль в уругвайском Монтевидео, выигрывая в обоих разрядах. Год заканчивает 585-й ракеткой мира, сыграв 3 личных турнира.
В 2001 году переходит на регулярное расписание — сыграно 11 турниров, выиграно 4 одиночных соревнования (в том числе победы в Чивитанова и Римини (оба — Италия)), однажды удалось дойти до финала в паре (также в Чивитанова (с Эдиной Галловиц)). Дебютировала в основе одиночного турнира WTA — в Майами (получив WC от организаторов). По ходу сезона впервые обыгрывает игрока Top-70 — в финале турнира в Римини повержена Петра Мандула. Год завершает на 186-м месте в рейтинге.
В 2002 году начинает на регулярной основе играть квалификации соревнований WTA и турниров Большого Шлема. В июле впервые по рейтингу попадает в основу турнира WTA — в марокканской Касабланке. Дважды достигает финала ITF в одиночке (1 победа), и 5 раз в паре (1 победа) и 1 раз отмечается в решающем матче парного турнира WTA (там же в Касабланке). По итогам года делает ещё шажок в одиночном рейтинге — теперь она 152-я.
В 2003 году впервые доходит до четвертьфинала соревнования WTA (Эшторил) и пробивается в основную сетку турнира Большого Шлема (в Париже). Завоёвывает парный титул WTA в Касабланке (вместе с Марией-Эмилией Салерни). К концу сезона становится 124-й ракеткой мира.

### 2004-06
В январе проходит в основу на Australian Open, затем добирается до финала в Рокфорде и полуфинала в Мидленде. Далее происходит всплеск результатов — четвертьфинал в Индиан-Уэллсе (по ходу обыграна 12-я ракетка мира Надежда Петрова) и 4-й круг в Майами поднимают её в Top-70. Во второй половине сезона, достигнув третьих раундов на Roland Garros, Уимблдоне, в Сан-Диего и Монреале, аргентинская спортсменка заканчивает год 33-й.
В паре всё тоже было небезуспешно — год начался с 1/2 в Окленде. Затем удалось выиграть два соревнования ITF. В апреле обновляет высшее достижение в паре, дойдя до решающего матча на турнире 2-й категории в Варшаве. До конца года также отметилась в полуфинале на Бали и финале в Пекине.

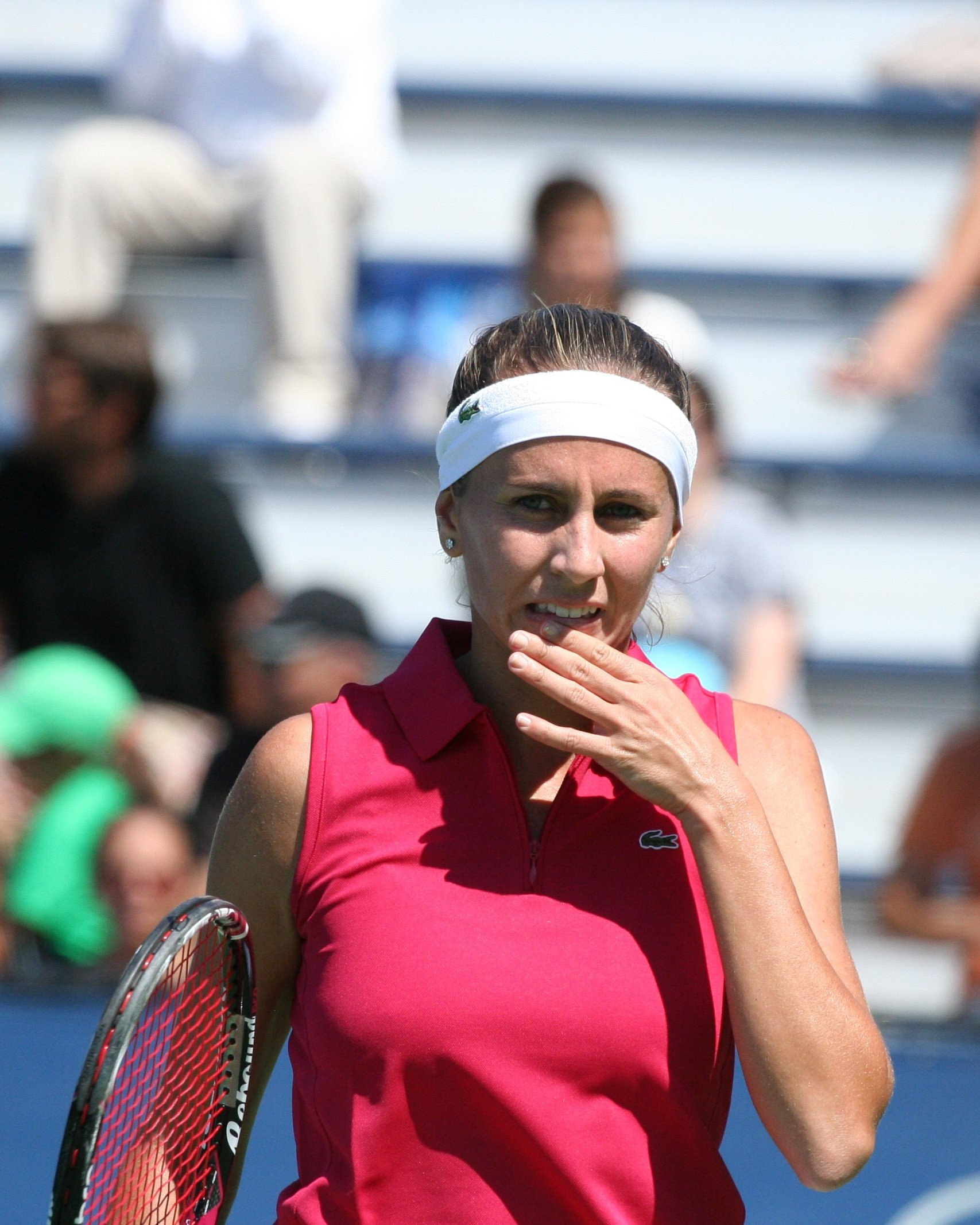
Хисела на US Open 2009

2005 год начинает в Хобарте, где доходит до финала. В дальнейшем не особо блещет, но полуфиналы в Эшториле, Хертогенбосе и Бангкоке, а также четвертьфинал в Торонто позволяют ей закончить сезон 27-й ракеткой мира.
В парном разряде доходит до 1/2 в Берлине и 1/4 в Риме (оба раза — с Марией Венто-Кабчи). Под конец года 4 раза пробивается в финалы турниров WTA — в паре с Марией Кириленко уступает Нью-Хэйвен, но берёт Токио; после чего сначала с Синобу Асагоэ завоёвывает титул в Бангкоке, а затем (в паре с Кветой Пешке) Линц.
В следующем году наступил некоторый игровой спад.
Если поначалу могла похвастаться четвертьфиналами в Боготе, Индиан-Уэллсе и Эшториле, а также четвёртым кругом на Roland Garros, то вторую часть сезона завершила малоприятной серией из 12 турниров, где суммарно было выиграно только 4 матча, причём в Цюрихе и Линце ей уже приходилась играть квалификацию. Год закончила на 61-м месте в рейтинге.
В паре Дулко доходит до четвертьфинала на Australian Open (вместе с Марией Кириленко), затем в дуэте с Флавией Пеннеттой выигрывает турнир в Боготе. После серии поражений на ранних стадиях достигает финала в Эшториле, четвертьфинала в Риме и полуфинала в Хертогенбосе. После Уимблдона происходит определённый всплеск результатов — дуэт Дулко / Камерин дважды добирается до решающего матча на турнирах US Open Series, взяв титул в Цинциннати.
В миксте пробилась в четвертьфинал на Roland Garros (с тогдашним бойфрендом Фернандо Гонсалесом).

### 2007-09
Год начался по традиции — всего 2 выигранных матча на 4-х турнирах, однако в феврале удалось дойти до финала в Паттайе (там уступила Сибиль Баммер) и четвертьфинала в Акапулько, потом эта мини-серия была повторена в апреле-мае в Будапеште (где взят титул) и Праге. Летом Хисела достигла третьего круга в Лос-Анджелесе и выиграла Форрест-Хиллз. К концу сезона вернулась в Top-40.
В паре дошла до 1/2 Хобарта, Токио, Чарлстона и Лос-Анджелеса. Достигла 1/4 на Rolland Garros и Торонто, а также четвёртого круга на US Open. Год закончила полуфиналом в Штутгарте и четвертьфиналом в Линце.
В 2008 году аргентинка снова не могла прилично начать сезон — лишь 4 выигранных матча на 7 турнирах до апрельской встречи со сборной Германии (в рамках Кубка Федерации). Зато потом Хиселу никто не мог обыграть 9 матчей подряд — за это время она выиграла турнир в Фесе и дошла до третьего круга в Берлине. Летом достигает четвертьфинала в Истборне и третьего раунда на Уимблдоне.
Год заканчивает серией из 10 турниров, где было одержано лишь 2 победы. Под конец вновь стала играть турниры ITF. Неудачный финиш удалось скрасить полуфиналом в словацкой Братиславе.
Сезон завершила, опустившись на 61-е место в табели о рангах.

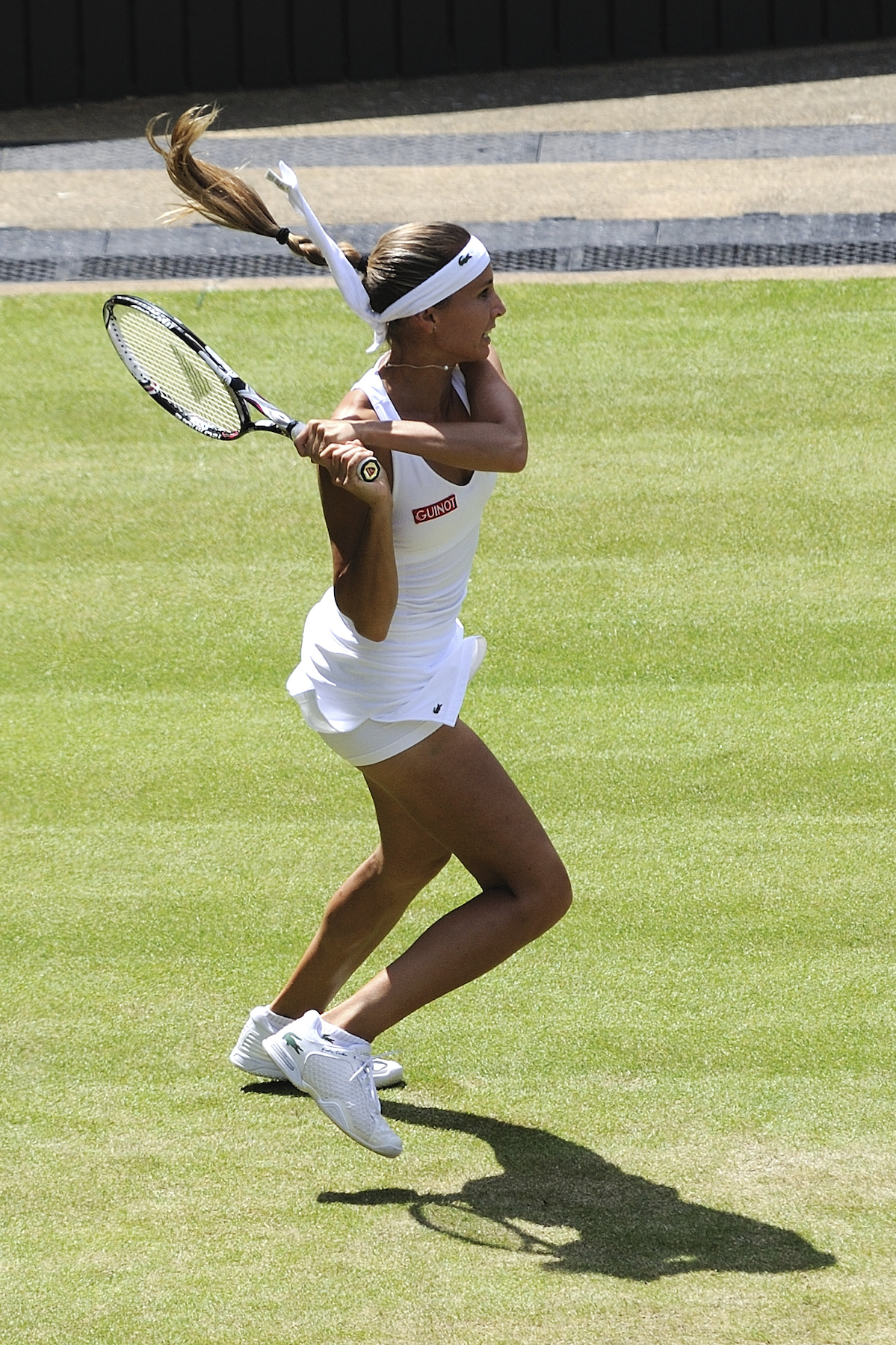
Хисела на Уимблдоне 2009

2009 год Дулко начала в Хобарте, где добралась до четвертьфинала, затем пробилась в первый, за почти 9 месяцев, финал в Боготе (который успешно проиграла набиравшей силу Марии Хосе Мартинес Санчес), весной достигла четвертьфинала в Монтеррее и Штутгарте. На европейских турнирах Большого Шлема смогла выйти в третий раунд (причём на Уимблдоне обыграла возвращавшуюся в тур после травмы Марию Шарапову). Добралась до полуфинала в Бостаде и четвёртого круга на US Open (где была сметена одним из открытий турнира Катериной Бондаренко 0-6, 0-6).
Благодаря этим успехам, аргентинка вернулась в конце сезона в топ-50.
В паре завоевала титул в Хобарте, затем дошла до финала в Боготе и полуфинала в Акапулько (всё — с Флавией Пеннеттой). Вместе с Шахар Пеер играла в решающем матче в Индиан-Уэллсе. Чуть позже (вновь объединив силы с Флавией Пеннеттой) достигла финала в Штутгарте и выиграла Бостад. Год завершила полуфиналом в Токио.

### 2010. Прорыв в паре
На старте сезона добралась до четвертьфинала в Хобарте и третьего круга на Australian Open, затем дошла до 1/2 в Боготе и 1/4 в Акапулько. Весной в Индиан-Уэллсе и Майами Хисела достигла третьих кругов, причём в Калифорнии она вновь проявила свою силу и слабость одновременно. В стартовом раунде обыграла вернувшуюся в тур Жюстин Энен (нанеся ей первое в сезоне поражение не в финальном матче), после чего не смогла ничего поделать с Агнешкой Радваньской — взяв у неё за всю игру лишь 1 гейм.
В паре начала сезон с двух четвертьфиналов в Хобарте и на Australian Open, а затем (в дуэте с Эдиной Галловиц) завоевала титул в Боготе.
Участие в парных соревнованиях мартовских американских супертурниров принесло первый ощутимый успех — вместе с Флавией Пеннеттой взят турнир в Майами (причём по пути обыграны такие сильные соперницы, как Льягостера Вивес / Мартинес Санчес, Кириленко / Радваньская, Стаббс / Реймонд и Стосур / Петрова).
Успехи на грунте начались с третьего турнира — дуэт Пеннетта / Дулко сначала берёт титул в Штутгарте, а затем и в Риме. А в Мадриде их останавливают только сёстры Уильямс, да и то в решающем матче.
Главный же старт грунтового сезона — Roland Garros не вполне сложился — в одиночке Дулко выбивает в первом круге Викторию Азаренка, но уступает во втором Шанель Схеперс. В парном разряде девушки останавливаются в четвертьфинале, проиграв дуэту Хубер / Медина Гарригес.
В дальнейшем одиночные турниры всё больше уходили на второй план, при сохранении результатов в паре. Так на Уимблдоне дуэт Дулко/Пеннетта добирается до полуфинала, где уступает одной из сенсаций турнира — паре Звонарёва/Веснина. Этот успех позволяет аргентинке обновить 5 июля 210 года лучший парный рейтинг — некоторое время она 7-я ракетка мира.
Буквально на следующей неделе аргентинка впервые за 16,5 месяцев добирается до одиночного финала в рамках WTA. На соревнованиях в Бостаде Дулко обыгрывает в полуфинале свою партнёршу по паре — Флавию Пеннетту, но уступает в финале Араван Резаи из Франции — 3-6, 6-4, 4-6. Отыграться удалось в тот же день — в дуэте всё с той же Пеннеттой был взят 5-й парный титул в том сезоне.
После Бостада в одиночке последовал спад результатов — за три турнира был выигран лишь 1 матч, однако на результатах в паре это не особо сказалось: на двух августовских турнирах категории Premier 5 дуэт Дулко / Пеннетта оба раза выходит в полуфинал, взяв титул на канадских соревнованиях.
US Open складывается не особо удачно — в одиночном разряде Хисела останавливается в третьем круге, в паре дуэт Дулко/Пеннетта в четвертьфинале уверенно уступает будущим победительницам турнире — дуэту Кинг/Шведова; а в миксте (и также в 1/4 финала) дуэт Дулко/Куэвас проигрывает будущим финалистам — паре Куреши/Пешке.
Перед итоговым турниром аргентино-итальянский дуэт отмечается в финале в Пекине и берёт титул в Москве. А на самом турнире в Дохе Флавия и Хисела не отдают соперницам ни сета и завершают год очередным титулом. Для Хиселы это также означает, что впервые со времён Паолы Суарес аргентинка возглавила парный рейтинг WTA.

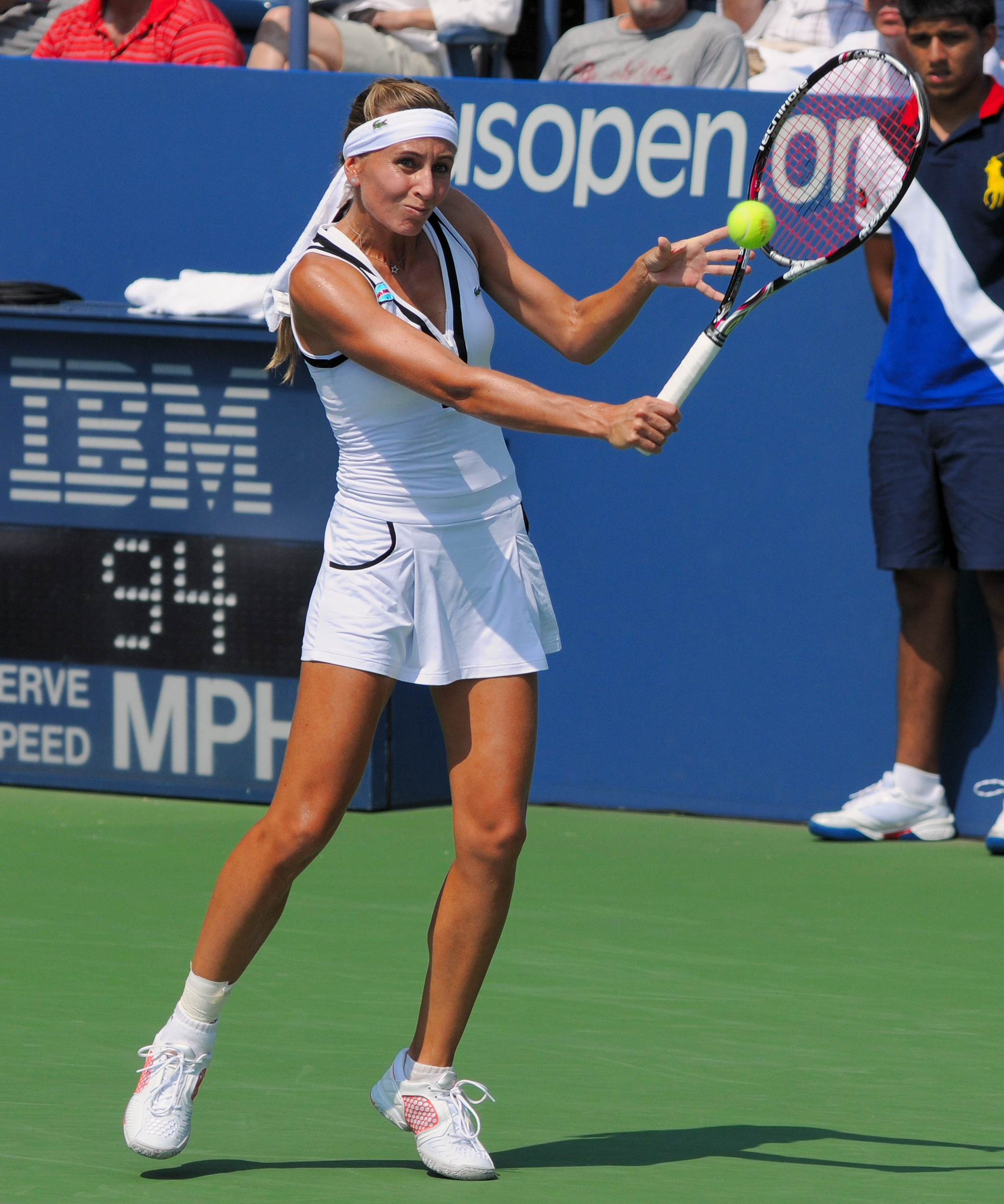
Хисела на US Open 2010.

По итогам года WTA признала дуэт аргентинки и итальянки лучшей парой года.

### 2011-12
В одиночном разряде новый сезон продолжил невесёлую серию конца прошлого — поражение от Каролины Возняцки в первом круге Australian Open стало пятым подряд.
Парный год тоже был начат не особо удачно — на единственном турнире до австралийского турнира Большого шлема был проигран уже первый матч. В Мельбурне же всё с самого начало пошло вполне удачно — до финала не было проиграно ни сета, но в решающем матче всё поначалу не пошло — аргентино-итальянский дуэт уступил первый сет и проигрывал 1-4 во втором, но смог переломить ход матча и завоевал свой первый титул на соревнованиях подобного уровня.
Далее была взята небольшая пауза в выступлениях. В личных турнирах Хисела вернулась в борьбу лишь на последней неделе февраля — отдав на турнире в Акапулько своим соперницам в пяти матчах лишь 1 сет, Дулко завоёвывает свой первый за продолжительный срок одиночный титул. Следом аргентинка доходит до полуфинаоа в Монтеррее.
Грунтовый сезон проходит без особых успехов, но на Roland Garros Хисела доходит до четвёртого круга, переиграв по пути прошлогоднюю финалистку этого турнира Саманту Стосур. Однако в матче за выход в четвертьфинал аргентинка усугубляет травму бедра, из-за чего досрочно снимается с турнира. В следующий раз на соревнованиях Дулко появляется лишь в августе.
В паре этот отрезок проходит весьма результативно, но хуже, чем год назад: аргентино-итальяенский дуэт добивается четырёх четвертьфиналов на весенних супертурнирах в Майами, Риме и Мадриде, а также выходит в эту стадию на Roland Garros. Пропуск Уимблдона лишает Хиселу и Флавию статуса первой пары мира.
Во второй половине года аргентино-итальянский дуэт продолжает подтверждать статус одной одного из сильнейших парных сочетаний мира. Финалы на турнирах в Токио и Пекине позволяют Дулко и Пеннетте во второй раз отобраться на итоговое соревнование, однако там повторить прошлогодний успех не удаётся — интернациональный дуэт оступается на старте.
В это же время аргентинка проводит свой лучший в карьере турнир Большого шлема в миксте: в паре с соотечественником Эдуардо Шванком она доходит до финала на US Open, где в равной борьбе уступает чисто американскому дуэту Мелани Уден / Джек Сок.
В 2012 году Дулко не смогла вернуться в свою лучшую игровую форму, постепенно проваливаясь всё ниже в одиночном рейтинге; к игровым проблемам весной добавились локальные проблемы со здоровьем. Не имея сил разрываться между одиночными и парными турнирами Хисела вскоре сосредоточилась на парных соревнованиях, где в паре с соотечественницей Паолой Суарес она пыталась наилучшим образом подготовиться к Олимпиаде. Первое время аргентинки добивались локальных успехов, но в итоге стать серьёзной силой в парных соревнованиях они так и не стали. Олимпийский турнир закончился уже в первом круге. Ближе к осени обострились проблемы со здоровьем, из-за которых Хисела в конце августа прервала свои выступления, а в середине ноября, обдумав возможность возвращения в тур, Дулко решила завершить игровую карьеру.

### Кубок Федерации
Дебютировала за сборную Аргентины в 2000 году в групповом турнире американской отборочной зоны — три победы (все в паре с Лаурой Монтальво) и одно поражение.
Между 2004 и 2011 годами она регулярно привлекалась под цвета национальной команды. За это время Хисела провела 23 одиночные игры (16 побед) и 10 парных (5 побед).
При её участии сборная пробивалась в плей-офф Мировой группы в 2000 году, доходила до четвертьфинала в 2004, вылетала в зональные соревнования и вновь возвращалась в Мировую группу с 2006 по 2009.

## Выступления на турнирах
- Победительница 1 турнира Большого шлема в женском парном разряде (Открытый чемпионат Австралии-2011).
- Бывшая первая ракетка мира в парном разряде.
- Финалистка 1 турнира Большого шлема в смешанном парном разряде (Открытый чемпионат США-2011).
- Победительница 4 турниров WTA в одиночном разряде.
- Победительница 1 Итогового турнира WTA в парном разряде (2010).
- Победительница 17 турниров WTA в парном разряде.
- Победительница Orange Bowl-2000 в одиночном разряде.
- Победительница трёх юниорских турниров Большого шлема в паре (Открытый чемпионат США-2000, Уимблдон-2001 и Открытый чемпионат Австралии-2002).
- Победительница Orange Bowl-2000 в парном разряде.